# 나가쿠테시
나가쿠테시(일본어: 長久手市)은 일본 아이치현 북서부, 나고야시 동쪽에 있는 소도시이다.
북동쪽으로 인접하는 세토시와 함께 2005년 일본 국제 박람회의 개최지였다. 2008년 5월 1일에 인구가 5만 명을 돌파했고, 2012년 1월 4일에 시로 승격하였다. 아이치현의 시정촌 중에서 면적이 두 번째로 작은 자치체이다.

## 인접하는 자치체
나고야시(메이토구, 모리야마구), 오와리아사히시, 세토시, 도요타시, 닛신시

## 역사
- 1906년 5월 10일 - 3개 촌이 합병해 나가쿠테촌이 되었다.
- 1971년 4월 1일 - 정으로 승격하였다.
- 2012년 1월 4일 - 시로 승격하였다.

## 교통

### 철도
- 아이치 고속 교통 도부큐료선

### 도로
- 도메이 고속도로

## 인구
| 연도 | 인구   | ±%     |
| ---- | ------ | ------ |
| 1940 | 5,138  | —      |
| 1950 | 6,638  | +29.2% |
| 1960 | 6,639  | +0.0%  |
| 1970 | 11,317 | +70.5% |
| 1980 | 18,610 | +64.4% |
| 1990 | 33,714 | +81.2% |
| 2000 | 43,306 | +28.5% |
| 2010 | 52,399 | +21.0% |